# شرکت دارویی و بهداشتی لقمان
شرکت دارویی و بهداشتی لقمان، شرکت خدمات داروسازی و بهداشت و سلامت ایرانی است، که حوزه وظایف این شرکت درگیر در کشف، توسعه، ساخت و بازاریابی و پیدا کردن راه حل‌های مراقبت‌های بهداشتی در ایران است

## تاریخچه
صنایع داروئی بین  المللی «آی. دی. آی» در تاریخ ۲۰ تیر ماه ۱۳۴۷ فعالیت خود را در ایران آغاز کرد. پس از انقلاب ۱۳۵۷، این صنایع بین‌المللی مصادره و نام آن به لقمان تغییر پیدا کرد. پس از مدتی بخش مهمی از سهام این صنایع دارویی به جامعه‌الصادق واگذار شد.
این شرکت از سال ۱۳۷۶ به سازمان بورس اوراق بهادار تهران وارد شده‌است.

## فراورده‌های دارویی
- استامینوفن کدئین
- کلد استاپ
- آلومینیوم ام جی اس
- آموکسی سیلین
- آزیترومایسین
- بوسپیرون
- کاربامازپین
- سفالکسین
- سفازولین
- سفپیم
- سفیکسیم
- سفتازیدیم
- سفتریاکسون
- سفوروکسیم
- دیازپام
- اریترومایسین
- فلوکونازول
- ایبوبروفن
- ایندومتاسین
- لورازپام
- لوزارتان
- مروپنم
- متی مازول
- نورتریپتیلین
- فنی توئین
- سیمواستاتین
- سوربیتول
- تادافیل

## پروژه‌ها و طرح‌های توسعه
- انسولین